# Gà nước
Gà nước (Rallus aquaticus) là một loài chim thuộc họ Gà nước, sinh sản trên đất ngập nước có cây xanh tốt tại khắp châu Âu, châu Á và Bắc Phi. Quần thể phía bắc và phía đông là những loài di cư, nhưng loài này thường trú ở những vùng ấm hơn trong phạm vi sinh sản. Chim trưởng thành dài 23–28 cm (9–11 in). Giống như các loài gà nước khác, chúng có thân hình phẳng theo chiều nang, cho phép xuyên qua các luống lau sậy ở nơi sinh sống dễ dàng hơn. Chim chủ yếu có phần trên màu nâu và phần dưới màu xám xanh, có vạch đen ở hai bên sườn, ngón chân dài, đuôi ngắn và mỏ dài đỏ. Chim chưa trưởng thành thường có vẻ ngoài tương tự như chim trưởng thành, nhưng phần lông màu xám xanh được thay thế bằng lông tơ. Chim non có lông tơ màu đen, giống như tất cả các loài gà nước khác. Phân loài cũ R. indicus, có điểm dấu riêng biệt và tiếng kêu rất khác với tiếng kêu ré như lợn của các chủng loài phương Tây và hiện tại được tách ra thành một loài riêng biệt, loài gà nước Ấn Độ.
Gà nước sinh sản trong các luống lau sậy và các điểm đầm lầy khác có cây rậm rạp, cao. Chúng xây tổ cao hơn mực nước một chút, bằng bất kỳ loại cây nào có sẵn gần đó. Trứng chim trắng nhạt, có đốm màu chủ yếu được chim mái ấp. Gà nước con có lông tơ tự kiếm ăn sau khi tách vỏ khoảng 19–22 ngày. Chim mái sẽ bảo vệ và ấp trứng, chống lại những loài xâm phạm, hoặc di chuyển chúng đến một vị trí khác nếu bị phát hiện. Loài này có thể sinh sản tiếp sau năm đầu tiên của chúng và thường đặt ra hai ổ trứng ấp trong mỗi mùa. Gà nước là loài ăn tạp, chủ yếu ăn con mồi không xương sống vào mùa hè và quả mọng hoặc thực vật về mùa đông. Chúng có tính lãnh thổ ngay cả sau khi sinh sản và sẽ tích cực bảo vệ khu vực kiếm ăn vào mùa đông.
Gà nước dễ bị ảnh hưởng do lũ lụt hoặc điều kiện đóng băng, mất môi trường sống và bị thú hay chim lớn ăn thịt. Loài chồn nâu châu Mỹ du nhập đã tiêu diệt một số quần thể trên đảo, nhưng nhìn chung, phạm vi rộng lớn và số lượng lớn của loài này khiến chúng không bị liệt vào danh sách loài bị đe dọa.